# 쿠어역
쿠어역(독일어: Bahnhof Chur)은 스위스 그라우뷘덴주의 주도인 도시인 쿠어를 운행한다. 1858년에 개업한 이곳은 그라우뷘덴에서 가장 중요한 철도 교차로이다.
이 역은 취리히에서 출발하는 스위스 연방 철도 표준궤 본선의 종점이며, 또한 래티셰 철도(RhB) 미터궤 네트워크에서 가장 중요한 역 중 하나이다.
1986년부터 그 위에 중앙 그리종 포스트아우토/아우토다포스타 버스 터미널이 있다.
SBB 인터시티, 인터레기오 및 레기오익스프레스 서비스는 라에티아 철도 인터레기오, 레기오익스프레스와 레기오 서비스와 함께 역에서 정차한다. 역에는 여러 도이치반 인터시티 익스프레스 열차와 빙하특급이 있다. 마지막으로 지역 서비스는 장크트갈렌 및 쿠어 S-반 네트워크 모두에서 제공된다.

## 역사

### 1850-1895
쿠어역에 대한 계획은 1850년에 시작되었다. 열띤 토론 끝에 역은 도시 경계 바로 바깥에 있는 현재 위치에 건설되었으며 라인넥-쿠어 철도의 종점으로 설계되었다. 1858년 6월 30일에 문을 열었다.
역의 첫 번째 운영자는 스위스 연합 철도(United Swiss Railways)였다. 초기에는 임시 목조 창고만 역 건물로 건설되었다. 그러나 1860년에 오늘날에도 여전히 볼 수 있는 역 건물에 대한 작업이 완료되었다. 수정된 형태이다. 1876년에 그 건물은 귀르텔슈트라세(Gürtelstrasse)의 새로운 위치로 이전되었으며, 그 이후로 계속 남아 있다.
이 지역의 관광 산업이 계속해서 증가하면서 1878년 11월 1일에 새로운 역 건물이 완공되었다. 그것은 오늘날에도 여전히 존재한다. 그러나 수년에 걸쳐 몇 가지 수정을 거쳤다.

### 1896-1985
1896년에 래티셰 철도는 란트콰르트와 투지스 사이의 협궤 노선을 개통했다. 그 노선의 처음 13.68km는 란트콰르트와 쿠어 사이에 이미 잘 확립된 표준궤 노선과 평행하게 달렸다.
스위스 연방 평의회의 판결로 인해 라에티아 철도는 쿠어에 자체 기차역을 건설하려는 계획을 포기하고 대신 기존 스위스 연합 철도 역에 통합해야 했다.
1903년에는 알불라 철도가 개통되어 쿠어역의 또 다른 확장이 필요했다. 1914년에는 쿠어-아로사 철도가 개통되면서 역의 교통량이 더욱 증가했다. 1926년과 1928년 사이에 또 다른 급격한 교통량 증가에 따라 역은 완전히 재건되었다. 1920년대 후반 개보수의 일환으로 선로의 수를 늘리고 새로운 교량을 건설했으며 선로 배치를 단순화했다. 동시에 이전의 건물을 보수하고 새로운 건물을 세웠다.

### 1985-현재
역은 쿠어 마을의 중심에 위치해 있으며, 구시가지와 신시가지 사이의 전환점을 형성한다.
역의 건물 중 가장 눈에 띄는 것은 역 플랫폼 위에 위치한 포스트오토 버스 정류장 위의 지붕이다.
1986년 건축가 리차드 브로시(Richard Brosi)와 로버트 오브리스트(Robert Obrist)는 지붕을 포함한 버스 정류장 디자인 공모전에서 1등을 차지했다. 그들의 아이디어는 통풍이 잘 되는 중앙 홀을 만드는 것이었으며 그들의 디자인에 따라 지어진 구조는 1993년에 완성되었다.
역의 전면적인 재개발은 2000년에 시작되었다. 역의 완전한 재설계는 스위스 연방 철도, 래티셰 철도와 쿠어 마을의 공동 프로젝트였다. 재개발의 일환으로 2003년에 새로운 보행자 지하도가 개통되었다. 2006년에는 지하도가 남쪽으로 확장되었다. 지하도 남단과 연결하여 쇼핑몰을 새롭게 오픈하였다. 한편 플랫폼의 높이는 스위스의 평소 높이인 55cm로 높이고, 플랫폼 지붕을 새롭게 단장했다.
벨르 에포끄(Belle Epoque)라고 불리는 오래된 역 건물은 2007년에 완료된 프로젝트에서 완전히 개조되었다. SBB 선로와 라에티아 철도의 쿠어-아로사선 선로 사이에는 이제 새 사무실 및 소매 건물이 있다.
쿠어 버스 정류장은 기차역에 더 가깝게 이전되었으며 지하 쇼핑 아케이드와 직접 연결되어 있다. 또한 역 앞의 반호프플라츠(Bahnhofplatz)는 2007년에 대대적으로 개조되었다.

## 아로사반
쿠어는 또한 쿠어 중앙역 앞에 전용 플랫폼(1번과 2번)이 있는 쿠어-아로사선(아로사반)의 하단 종점이기도 하다.
시간당 승객 서비스는 아로사 노선(래티셰 네트워크에서 서비스 "R4")에서 아로사 마을과 리조트까지 운행하며, 그 사이 여러 곳을 호출한다. 경로는 스위스 국가 시간표에서 시간표 930으로 표시된다.

## 운행편

### 장거리
다음 장거리 서비스는 쿠어에서 정차한다.
- 인터시티익스프레스 : 하루에 두 번 쿠어-로르샤흐선을 통해 함부르크까지 왕복 운행한다.
- 인터시티 : 바젤 SBB 또는 취리히 중앙역까지 쿠어-로르샤흐선을 통해 매시간 운행.
- 빙하특급 : 체르마트와 생모리츠 사이의 란트콰르트-투지스선을 통해 하루에 여러 번 왕복한다.
- 베르니나 익스프레스 : 란트콰르트–투지스선을 통해 티라노까지 하루에 여러 번 왕복한다.

### 레기오날
다음 지역 서비스는 쿠어에서 정차한다.
- 인터레기오 :
  - 취리히 중앙역까지 쿠어-로르샤흐선을 통해 매시간 운행.
  - 쿠어-로르샤흐선을 통해 베른까지 매시간 운행 .
  - 란트콰르트-투지스 노선을 통해 생모리츠까지 매시간 운행
- 레기오익스프레스 : 디젠티스/무쉬테와 스쿠올-타라스프 사이 란트콰르트-투지스선을 통한 매시간 운행.

### 지역간
쿠어는 장크트갈렌 S-반의 S12, 쿠어 S-반의 S1 및 S2, 그리고 쿠어–아로자선의 지역 열차에서 운행된다.
- S1: 레췬스과 쉬어스 사이에 란트콰르트-투지스선을 통해 매시간 운행
- S2: 투지스까지 란트콰르트-투지스선을 통해 매시간 운행
- S12: 자르간스까지 쿠어-로르샤흐선을 통해 30분 간격 운행
- 레기오 : 아로자까지 쿠어-아로자선을 통해 매시간 운행